# Ermita de San Roque (Garachico)
La ermita de San Roque es un templo católico situado en la Villa y Puerto de Garachico al norte de la isla de Tenerife (Islas Canarias, España). El templo está dedicado a San Roque de Montpellier (patrono de Garachico). El lugar es famoso por celebrarse en torno a esta ermita la Romería de San Roque, una de las más multitudinarias de Canarias.

## Historia
El origen del templo está vinculado a una epidemia de Peste bubónica que asoló a Garachico entre los años de 1601 y 1606. Existen tres testamentos que refieren que el templo fue construido en 1603 para implorar el fin de la peste. San Roque es precisamente considerado patrono de los contagiados por epidemias (especialmente la peste y el cólera) de ahí que se eligiese este santo.
La epidemia cesó en 1636 pero la ermita quedó olvidada por el pueblo y comenzó a deteriorarse. Por esta razón, ante una visita episcopal ese mismo año se reconstruye con las limosnas de los fieles tomando el aspecto que presenta en la actualidad.
Hoy en día, cada 16 de agosto la ermita se convierte en epicentro de la Romería de San Roque, un multitudinario acto en el que se traslada la imagen del santo de regreso desde la Iglesia de Santa Ana (a donde se traslada la imagen la mañana de ese día) hasta su ermita habitual. En el camino acompañan al santo carrozas engalanadas tiradas por yuntas de bueyes, grupos folclóricos y romeros ataviados con trajes tradicionales. A esta romería acuden gentes llegadas desde toda la isla de Tenerife, del resto del archipiélago y de otros lugares. Esta es una de las pocas romerías de Tenerife que se celebra el día litúrgico del santo al que está dedicada en lugar del fin de semana más próximo.

## Características
Se trata de un pequeño y sencillo templo de arquitectura popular canaria que se encuentra situada a la entrada del casco de Garachico. El edificio posee una única nave con tejado a cuatro aguas y dos espadañas situadas a sendos lados del hastial. La puerta principal tiene un arco de medio punto elaborado en cantería.
La imagen de San Roque se encuentra en el retablo del altar mayor. Se trata de una obra anónima de la que se cree perteneciente a la escuela andaluza del siglo XVII. Este santo es oficialmente patrono de la localidad de Garachico (junto a Santa Ana) desde el 4 de noviembre de 2016, siendo declarado como tal por la Congregación para el Culto Divino y la Disciplina de los Sacramentos de la Santa Sede, si bien, este santo que goza de mucha devoción en la Villa y Puerto, siempre fue considerado popularmente patrono del municipio.